# Экранизации произведений Станислава Лема
Список экранизаций произведений польского писателя Станислава Лема включает:
| Год  | Страна            | Название | Режиссёр                         | В ролях | Примечание |
| ---- | ----------------- | --- | -------------------------------- | --- | --- |
| 1957 | Польша            | «Существуете ли вы, мистер Джонс?» (пол. Czy Pan istnieje, Mr. Johns?)                                      | Збигнев Кузьминьски              | | Спектакль Театра Телевидения |
| 1958 | Польша            | «Конец света в восемь часов» (пол. Koniec świata o godzinie ósmej)                                          | Марек Новаковски                 | | Спектакль Театра Телевидения |
| 1960 | Польша · ГДР      | «Безмолвная звезда» (нем. Der Schweigende Stern)                                                            | Курт Метциг                      | | по роману «Астронавты» |
| 1961 | Польша            | «Верный робот» (пол. Wierny robot)                                                                          | Януш Маевский                    | | Спектакль Театра Телевидения |
| 1961 | Польша            | «Экскурсия в космос» (пол. Wycieczka w kosmos)                                                              | Кшиштоф Дембовски                | | Мультфильм |
| 1961 | СССР              | «Существуете ли вы, мистер Джонс?»                                                                          | Леонид Пивер                     | | Короткометражный телефильм по киносценарию пол. Przekładaniec, Челябинская студия телевидения                                              |
| 1962 | Польша            | «Необитаемая планета» (пол. Bezludna planeta])                                                              | Кшиштоф Дембовски                | | Мультфильм |
| 1963 | Польша            | «Друг» (пол. Przyjaciel)                                                                                    | Марек Новицки, Ежи Ставицки      | | |
| 1963 | Чехословакия      | «Икар-1» (чеш. Ikarie XB-1)                                                                                 | Йиндржих Полак                   | | по мотивам романа Магелланово облако |
| 1964 | Польша            | «Чёрная комната профессора Тарантоги» (пол. Czarna komnata profesora Tarantogi)                             |                                  | | По одноимённой пьесе |
| 1965 | СССР              | «Верный робот»                                                                                              | Иван Рассомахин                  | | телеспектакль |
| 1965 | Польша            | «Профессор Зазуль» (пол. Profesor Zazul)                                                                    | Марек Новицки, Ежи Ставицки      | | По 3-й новелле (пол. Kłopoty wynalazcy) цикла «Из воспоминаний Ийона Тихого» (пол. Ze wspomnień Ijona Tichego)                             |
| 1967 | Чехословакия      | «Верный робот»                                                                                              | Ян Матейовски                    | | телеспектакль |
| 1968 | СССР              | «Испытание»                                                                                                 | Е. Осташенко                     | | |
| 1968 | Польша            | «Слоёный пирог» (пол. Przekładaniec)                                                                        | Анджей Вайда                     | | Телевизионный фильм |
| 1968 | СССР              | «Солярис»                                                                                                   | Б. Ниренбург                     | | Телеспектакль |
| 1969 | Великобритания    | «Тридцатиминутный театр». Сезон 4, эпизод 34 (англ. Thirty-Minute Theatre. Season 4, Episode 34: Roly Poly) | Майкл Харт                       | | по пьесе Существуете ли вы, мистер Джонс? (пол. Przekładaniec)                                                                             |
| 1972 | СССР              | «Солярис»                                                                                                   | Андрей Тарковский                | Донатас Банионис (Крис Кельвин), Наталья Бондарчук (Хари), Юри Ярвет (Снаут), Анатолий Солоницын (Сарториус) | По одноимённому роману |
| 1973 | Польша            | «Следствие» (пол. Śledztwo)                                                                                 | Марек Пестрак                    | | |
| 1973 | Венгрия           | «Приключения Пиркса» (венг. Pirx kalandjai)                                                                 | Иштван Казан, Андраш Райнаи      | | Мини-сериал |
| 1977 | ГДР               | «Верный робот» (нем. Der Getreue Roboter)                                                                   | Йенс-Петер Пролль                | | телеспектакль |
| 1978 | Польша · СССР     | «Дознание пилота Пиркса» (пол. Test pilota Pirxa)                                                           | Марек Пестрак                    | | |
| 1979 | Польша            | «Больница Преображения» (пол. Szpital przemienienia)                                                        | Эдвард Зебровски                 | | |
| 1979 | СССР              | «Путешествие четырнадцатое» из «Дневников Ийона Тихого»                                                     | Тамара Павлюченко                | | в телецикле «Этот фантастический мир», выпуск 1. СССР, Центральное телевидение, 1979. авторы сценария Людмила Ермилина, Андрей Костенецкий |
| 1985 | СССР              | «Из дневников Ийона Тихого. Путешествие на Интеропию»                                                       | Геннадий Тищенко                 | | Мультфильм студии Азербайджанфильм |
| 1988 | Нидерланды        | «Жертва мозга» (англ. Victim of the Brain)                                                                  | Пит Хундердос                    | | включает экранизацию «Путешествия седьмого» из цикла «Семь путешествий Трурля и Клапауция»                                                 |
| 1989 | СССР              | «Бутерброд»                                                                                                 | Пётр Штейн                       | | Телеспектакль, По киносценарию пол. Przekładaniec                                                                                          |
| 1990 | СССР              | «Возвращение со звёзд»                                                                                      | Владимир Латышев, Игорь Ларионов | | Телепостановка, Ленинградское телевидение, 6 серий                                                                                         |
| 1994 | Германия          | «Марианская впадина» (нем. Marianengraben)                                                                  |                                  | | |
| 1995 | Россия            | «Маска» |                                  | О. Быкова, И. Краско, Е. Дзямешкевич                                                                         | Телеспектакль из цикла телепередач «Лавка миров»                                                                                           |
| 1997 | Польша            | «Следствие» (пол. Śledztwo)                                                                                 | Вальдемар Кшистек                | | Телеспектакль, по одноимённому роману |
| 2002 | США               | «Солярис» (англ. Solaris)                                                                                   | Стивен Содерберг                 | | По одноимённому роману |
| 2007 | Германия          | «Ийон Тихий: Космопилот» (нем. Ijon Tichy: Raumpilot)                                                       |                                  | | Сериал |
| 2008 | Венгрия           | «1». |                                  | | по мотивам эссе «Одна минута человечества» из сборника «Провокация»                                                                        |
| 2010 | Польша            | «Маска» | Стивен и Тимоти Квей             | | Мультфильм |
| 2013 | Франция · Израиль | «Конгресс»                                                                                                  | Ари Фольман                      | | по роману «Футурологический конгресс» |